# Helicopsyche stoltzei
Helicopsyche stoltzei is een schietmot uit de familie Helicopsychidae. De soort komt voor in het Afrotropisch gebied.